# 美濃部重克
美濃部 重克（みのべ しげかつ、1943年（昭和18年）12月3日 - 2010年（平成22年）1月23日）は、日本の国文学者。

## 略歴
大阪府堺市生まれ。1969年大阪大学大学院博士課程満期退学、1975年日本古典文学会賞受賞。南山大学名誉教授（人文学部）。
2010年1月23日、転移性肝癌のため死去。叙従五位、瑞宝中綬章追贈。

## 著書
- 『中世伝承文学の諸相』和泉書院、1988
- 『観想平家物語』三弥井書店、2012
- 『美濃部重克著作集』全2巻　三弥井書店 2013

### 共編著
- 『散文文学「物語」の世界』服部幸造共編　三弥井書店、1995 講座日本の伝承文学
- 『宗教伝承の世界』福田晃、村上學共編　三弥井書店、1998 講座日本の伝承文学
- 『酒呑童子絵を読む まつろわぬものの時空』美濃部智子共著 三弥井書店、2009

### 校注など
- 『金撰集』西尾光一共編 古典文庫、1973
- 慶政『閑居友』校注 三弥井書店、1974 中世の文学
- 『源平盛衰記』（四）松尾葦江共校注 三弥井書店、1994 中世の文学
- 『源平盛衰記』（六）榊原千鶴共校注　三弥井書店、2001中世の文学
- 『女訓抄』榊原千鶴共編著　三弥井書店、2003 伝承文学資料集成
- 惟宗具俊『医談抄』編　三弥井書店、2006 伝承文学資料集成
- 『月庵酔醒記』服部幸造、弓削繁共編 三弥井書店、2007-2010 中世の文学